# Лещинцы
Лещинцы (укр. Ліщинці) — село на Украине, находится в Погребищенском районе Винницкой области.
Код КОАТУУ — 0523487003. Население по переписи 2001 года составляет 431 человек. Почтовый индекс — 22213. Телефонный код — 4346.
Занимает площадь 0,213 км².

## Адрес местного совета
22212, Винницкая область, Погребищенский р-н, с. Старостинцы, ул. Горького, 10